# Масапе-ду-Пиауи

Масапе-ду-Пиауи на карте штата.

Масапе-ду-Пиауи (порт. Massapê do Piauí) — муниципалитет в Бразилии, входит в штат Пиауи. Составная часть мезорегиона Юго-восток штата Пиауи. Входит в экономико-статистический микрорегион Алту-Медиу-Канинде. Население составляет 6220 человек на 2010 год. Занимает площадь 521,125 км². Плотность населения — 11,94 чел./км².

## Демография
Согласно сведениям, собранным в ходе переписи 2010 г. Национальным институтом географии и статистики (IBGE), население муниципалитета составляет:
| Полное население                               | Полное население                               | Полное население                               | Полное население                               | 6220  |
| ---------------------------------------------- | ---------------------------------------------- | ---------------------------------------------- | ---------------------------------------------- | ----- |
| в том числе:                                   | Городское население                            | 936                                            | Процент городского населения, %                | 15,05 |
|                                                | Сельское население                             | 5284                                           | Процент сельского населения, %                 | 84,95 |
|                                                | Мужское население                              | 3152                                           | Процент мужского населения, %                  | 50,68 |
|                                                | Женское население                              | 3068                                           | Процент женского населения, %                  | 49,32 |
| Плотность населения, чел/км²                   | Плотность населения, чел/км²                   | Плотность населения, чел/км²                   | Плотность населения, чел/км²                   | 11,94 |
| Население муниципалитета в % к населению штата | Население муниципалитета в % к населению штата | Население муниципалитета в % к населению штата | Население муниципалитета в % к населению штата | 0,20  |

По данным оценки 2016 года, население муниципалитета составляет 6323 жителя.

## Статистика
- Валовой внутренний продукт на 2003 год составляет 7 847 969,00 реалов (данные: Бразильский институт географии и статистики).
- Валовой внутренний продукт на душу населения на 2003 год составляет 1255,47 реалов (данные: Бразильский институт географии и статистики).
- Индекс развития человеческого потенциала на 2000 год составляет 0,504 (данные: Программа развития ООН).